# قطبنده

قطبنده‌ای از نوع سیم-شبکه (قرارگرفته در وسط) که تنها قطبش عمودیِ یک موج الکترومغناطیسی دارای قطبش دایره‌ای را عبور می‌دهد.

قُطبَنده (به انگلیسی: Polarizer)، یک فیلتر نوری است که تنها پرتوهای نور با قطبشی مشخص را عبور می‌دهد و مانع عبور پرتوهای نور با قطبش‌های دیگر می‌شود. قطبنده می‌تواند نوری با قطبش ترکیبی (مانند قطبش دایره‌ای) را به نوری با قطبش خطی تبدیل کند. قطبنده‌های معمول، قطبنده‌های خطی و دایروی هستند.
قطبنده‌ها در بسیاری از ابزارهای نوری استفاده می‌شوند، و همچنین فیلترهای قطبنده در عکاسی و فناوری صفحه نمایش کریستال مایع کاربرد دارند. قطبنده‌ها همچنین می‌توانند علاوه بر نور، برای دیگر امواج الکترومغناطیسی مانند امواج رادیویی، مایکروویو، و اشعه ایکس ساخته شوند.

## قطبنده‌های خطی
قطبنده‌های خطی (Linear polarizers) را می‌توان به دو دسته تقسیم‌ کرد: قطبنده‌های جاذب، که در آن قطبش‌های ناخواسته توسط قطبنده‌ جذب می‌شوند، و قطبنده‌های جداکنندۀ پرتو (Beam-splitter) که پرتو ناقطبیده را به دو پرتو با قطبش‌های مخالف تقسیم می‌کند.

### قطبندۀ جاذب (Absorbtive polarizer)
کریستال‌های خاصی، به علت اثرات کریستال نوری، از خود دورنگی (Dichroism) نشان می‌دهند، جذب ترجیحی نور که قطبش خاصی دارد؛ بنابراین آن‌ها می‌توانند به عنوان قطبنده‌های خطی استفاده شوند. بهترین کریستال شناخته‌شده از این نوع، کهربای اصل (Tourmaline)است. با این حال، چون اثر دورنگی به شدت به طول موج وابسته است این کریستال به ندرت به عنوان یک فیلتر قطبنده استفاده می‌شود. Herapathite نیز دورنگی است ولی به شدت رنگی نیست، اما رشد آن در کریستال‌های بزرگ دشوار است. فیلتر پلاریزه پلاروید در مقیاس اتمی همانند فیلتر قطبنده سیم شبکه است. این نوع فیلتر از لایه‌های میکروسکوپی کریستال herapathite ساخته شده‌است. پایداری و قابلیت‌های عملی پلاروید آن را رایج‌ترین نوع فیلتر قطبنده کرده‌است، برای مثال برای عینک‌های آفتابی، فیلترهای عکاسی، و صفحه نمایش کریستال مایع از آن استفاده می‌شود. همچنین بسیار ارزان‌تر از انواع دیگر قطبنده‌هاست.
از قطبندۀ جاذب در نمایش‌گر کریستال مایع (اِل‌سی‌دی) و نیز در عینک‌های آفتابی پلاروید استفاده می‌شود.

### قطبندۀ جداکنندۀ پرتو (Beam-splitting polarizer)
قطبنده‌های جداکنندۀ پرتو، پرتو فرودی را به دو پرتو با قطبش خطی تقسیم می‌کنند. برای جداکنندۀ پرتو ایده‌آل، خروجی به‌طور کامل در قطبش‌های متعامد رخ می‌دهد. هر چند، برای بسیاری از قطبنده‌های جداکنندۀ پرتو، تنها یکی از دو پرتوی خروجی به‌طور کامل قطبیده است و دیگر پرتوها حاوی ترکیبی از قطبش‌های مختلف‌اند.
بر خلاف قطبنده‌های جاذب، قطبنده‌های جداکنندۀ پرتو نیاز به جذب و دفع انرژی از قطبش‌های بازتابی ندارند، بنابراین آن‌ها برای استفاده در پرتوهای با شدت بالا مانند نور لیزر مناسب‌ترند. قطبنده‌های شکافنده پرتو (polarizing beamsplitters) که در آن دو مؤلفه قطبش یا تجزیه می‌شوند یا به‌طور هم‌زمان استفاده می‌شوند.

#### قطبنده سیم-شبکه (wire-grid)
فیلتر قطبنده سیم-شبکه، یک قطبنده خطی ساده است که متشکل از یک آرایهٔ منظم از سیم‌های فلزی موازی است به‌طوری‌که راستای آن‌ها عمود بر صفحهٔ فرودی پرتو باشد. امواج الکترومغناطیسی که دارای مؤلفۀ میدان الکتریکی موازی با راستای سیم‌ها باشند، الکترون‌ها را وادار به حرکت در طول سیم می‌کنند، و الکترون‌ها می‌توانند تنها در راستای سیم‌ها (افقی) حرکت کنند. در این حالت، رفتار قطبنده، مشابه یک سطح فلزی است که امواج الکترومغناطیسی را منعکس می‌کند؛ بنابراین موج دارای قطبش افقی منعکس می‌شود (مقدار کمی انرژی هم به صورت حرارت در سیم‌ها تلف می‌شود).
اما میدان الکتریکی عمود بر راستای سیم‌ها، نمی‌تواند الکترون‌ها را در سیم‌ها حرکت دهد، بنابراین بخش عمدۀ موج با قطبش عمودی از قطبنده می‌گذرد و تنها اندکی از آن منعکس می‌شود. از آنجا که مؤلفه‌های میدان الکتریکی موازی با سیم منعکس شده‌اند، موج عبوری یک میدان الکتریکی خالص در جهت عمود بر سیم‌ها دارد و به‌این‌ترتیب به‌صورت خطی قطبی شده‌است.

## قطبنده دایره‌ای
قطبندۀ دایره‌ای (Circular polarizer) برای ایجاد قطبش دایره‌ای در امواج (نور، موج الکترومغناطیسی) به کار می‌روند. این قطبنده، از یک قطبندۀ خطی و یک صفحۀ تأخیردهندۀ (Retarder) تشکیل می‌شود (شکل زیر را ببینید).
مثلاً از قطبندۀ دایره‌ای، در نمایش‌گرهای اُلِد (OLED)، برای حذف بازتاب نور محیط از لایۀ بازتابندۀ پشت صفحۀ نمایش استفاده می‌شود. از سوی دیگر و به همین دلیل، نمایش‌گر گوشی‌های تلفن همراه و تبلت که از نوع اُلِد هستند را می‌توان با عینک‌های آفتابی پُلاروید هم دید.     

قطبندۀ دایره‌ای؛ پرتو ناقطبیده از سمت راست به یک قطبندۀ خطی وارد می‌شود. پس از خطی‌شدن قطبش آن (مایل)، به صفحۀ تأخیردهنده برمی‌خورد. مؤلفه با قطبش افقی پرتو توسط صفحه به اندارۀ یک‌چهارم طول موج تأخیر پیدا می‌کند (مؤلفه با قطبش عمودی بدون تغییر از صفحه می‌گذرد). بنابراین، قطبش پرتو خارج‌شده از صفحه، دایره‌ای می‌شود.

## قانون مالوس
قانون مالوس که به نام اِتیِن-لویی مالوس نام‌گذاری شده، بیان می‌کند که شدت نور پس از عبور از فیلتر قطبنده کامل چنین است:
{\displaystyle I=I_{0}\cos ^{2}\theta _{i}}

که I0 شدت اولیه است و θi زاویه قطبش اولیهٔ نور و محور فیلتر قطبنده است.

قطبش نور. در این تصویر θ_{1} − θ_{0} = θ_{i}'

باریکه‌ای از نور ناقطبیده را می‌توان به عنوان ترکیب یکنواخت قطبش خطی در تمام زوایا تصور کرد. از آنجا که مقدار متوسط {\displaystyle \cos ^{2}\theta }، برابر 1/2 است، ضریب انتقال به صورت زیر به دست می‌آید:
{\displaystyle {\frac {I}{I_{0}}}={\frac {1}{2}}}

در عمل، مقداری از نور در عبور از فیلتر قطبنده هدر می‌رود و درصد واقعی عبور نور ناقطبیده تا حدودی پایین‌تر از این خواهد بود.